# Liste der Straßen in Essen-Katernberg
Die Liste der Straßen in Essen-Katernberg beschreibt das Straßensystem im Essener Stadtteil Katernberg mit den entsprechenden historischen Bezügen.

## Einführung und Überblick
In Essen-Katernberg leben 24061 Einwohner (30. September 2022) auf einer Fläche von 4,82 km². Katernberg hat den Postleitzahlenbezirk 45327.
Erste Erwähnung von Katernberg im Jahre 1220 findet sich in der Vogteirolle des Grafen Friedrich von Isenberg-Altena aus dem Fürstlich Bentheimischen Archiv zu Rheda.
Katernberg gehörte ab 1808 zur neu gegründeten Munizipalität Altenessen, welche 1813 zur eigenständigen Bürgermeisterei erhoben wurde. Am 1. Januar 1874 wurde aus dieser die neue Bürgermeisterei Stoppenberg ausgegliedert, an die Katernberg fiel. Diese Zugehörigkeit blieb bis zur Eingemeindung in die Stadt Essen 1929 bestehen.
Nördlich grenzt Altenessen-Nord, das durch die teilweise stillgelegte Bahnstrecke 2172 (Gelsenkirchen-Bismarck–Essen) begrenzt ist. Im Osten grenzt Gelsenkirchen, dessen Grenzverlauf durch die Schalker Straße und die Fahrradtrassen Nordsternweg und Zollvereinweg beschrieben wird. Im Süden grenzt Schonnebeck mit den Straßen Kleiner Bruch, Huestraße, Dornbuschhegge und wieder die Fahrradtrasse Zollvereinweg. Im Westen grenzt Stoppenberg mit der Haldenstraße, Distelbeckhof, Bruchstraße; im weiteren Verlauf die Grenze zu Altenessen-Süd an der Fundlandstraße.
In Katernberg gibt es 110 benannte Verkehrsflächen, darunter 3 Plätze: Katernberger Markt, Heinrich-Lersch-Platz und Joseph-Schüller-Platz. Zehn der Straßen befinden sich nur teilweise im Stadtteil: Im Norden führen Emscherstraße und Imkerweg nach Altenessen-Nord, im Osten wird die Straße Auf der Reihe in Gelsenkirchen mit dem gleichen Namen weitergeführt. Nach Schonnebeck führen die Schonnebeckhöfe und die Huestraße. In Stoppenberg werden die Straßen Bullmannaue, Gelsenkirchener Straße, Josef-Hoeren-Straße, Köln-Mindener-Straße weitergeführt. Altenessen-Süd teilt sich die Stauderstraße mit Katernberg.
Durch den Stadtteil Katernberg verläuft
- die Landesstraße L 64 auf der Stauderstraße, Zollvereinstraße und Katernberger Straße
- die Landesstraße L 452 auf der Huestraße und Auf der Reihe
- die Kreisstraße K 18 auf der Katernberger Straße, Schonnebeckhöfe, Ückendorfer Straße, Karl-Meyer-Straße, Dornbuschhegge, Huestraße
- die Kreisstraße K 21 auf der Gelsenkirchener Straße
- die Bahnstrecke Duisburg–Dortmund

## Liste der Straßen
Die nachfolgende Tabelle gibt eine Übersicht über die Straßen und Wege im Stadtteil mit entsprechenden Informationen.
- Name: aktuelle Bezeichnung der Straße.
- Länge/Maße in Metern: Die in der Übersicht enthaltenen Längenangaben sind gerundete Übersichtswerte, die in Google Earth mit dem dortigen Maßstab ermittelt wurden. Sie dienen Vergleichszwecken und werden, sofern amtliche Werte bekannt sind, ausgetauscht und gesondert gekennzeichnet. Der Zusatz „+“ bemerkt die Länge einer Straße in der Hauptlänge „+“ die abzweigenden Nebenstraßen. Bei Plätzen sind die Maße in der Form ab angegeben. Der Zusatz (im Stadtteil) gibt an, dass die Länge die des Straßenabschnitts innerhalb des Stadtkerns ist, sofern die Straße in benachbarte Stadtteile weitergeführt wird. Der Zusatz (ohne Stichstraßen) gibt bei verzweigten Straßen die Länge der „Hauptstraße“ an. Der Zusatz (alle Straßenabschnitte zusammen) gibt an, dass die Straße so verwinkelt ist, dass keine „Hauptstraße“ besteht. Stattdessen wird die Länge aller Straßenabschnitte zusammengezählt.
- Herleitung: Ursprung oder Bezug des Namens
- Datum der Benennung: amtliche Erstbenennung
- Anmerkungen: zusätzliche Informationen
- Bild: Foto der Straße oder eines anliegenden Objekts

| Name                   | Länge/Maße (in Metern)              | Herleitung                                                                                           | Datum der Benennung | Bemerkungen | Bild |
| ---------------------- | ----------------------------------- | --- | ------------------- | --- | --- |
| Aldenhofweg            | 200                                 | Kotten Aldenhof                                                                                      | 21. Jan. 1965       | Der Aldenhofweg geht als Sackgasse nördlich von der Beisenstraße ab. In der Nähe verläuft die Fahrradtrasse Nordsternweg. | |
| Alte Kirchstraße       | 575                                 | Katholische Kirche St.-Josephs-Kirche                                                                | 21. März 1904       | Alte Kirchstraße und Hanielstraße bildeten ursprünglich die Kirchstraße. Die Kirche St. Joseph wurde von 1888 bis 1889 erbaut und 1902 erweitert. Die Alte Kirchstraße verläuft zwischen der Katernberger Straße und der Feldmarkstraße. | |
| Am Bienenstock         | 125                                 | | 3. Aug. 1999        | Die verkehrsberuhigte Siedlungsstraße geht von der Zollvereinstraße ab und ist über einen Fußweg mit den weiteren Straßen der Siedlung verbunden. | |
| Am Handwerkerpark      | 320                                 | Ansiedlung von Gewerbebetrieben                                                                      | 18. Nov. 1993       | Die Straße befindet sich im namensgebenden Bürger- und Handwerkerpark Zeche Zollverein Schacht 3/7/10. Parallel verläuft die Fahrradtrasse Zollvereinweg und die Kraspothstraße. | |
| Am Lindenbruch         | 285                                 | Flurname                                                                                             | 21. Feb. 1991       | Es ist eine verkehrsberuhigte Siedlungsstraße zwischen der Alten Kirchstraße und dem Imbuschweg. | |
| Am Katernberger Bach   | 120                                 | Gewässer                                                                                             | 10. Jan. 2025       | Die Straße Am Katernberger Bach ist eine nördliche Stichstraße zur Straße Termeerhöfe. | |
| Am U-Bogen             | 160                                 | Bogenförmige Straße                                                                                  | 3. März 1953        | Die Straße verläuft bogenförmig zwischen dem Distelbeckhof und Im Westerbruch. | |
| Am Wunschbrunnen       | 165                                 | Sagen- und Märchengestalten                                                                          | 3. Aug. 1999        | Die Siedlungsstraßen Sterntalerweg, Sonnenweg, Im Zauberwald, Am Wunschbrunnen und Sandmannweg sind verkehrsberuhigte Siedlungsstraßen, die als Sackgasse vom Bolsterbaum abzweigen. Sie liegen in der Nähe der Kolonie Hegemannshof an der Fahrradtrasse Nordsternweg. | |
| Auf dem Felde          | 210                                 | Flurname                                                                                             | 22. Dez. 1949       | Die Straße liegt parallel zu Im Langenbusch und verbindet die Stauderstraße mit dem Distelbeckhof. | |
| Auf der Reihe          | 780 + 105 (im Stadtteil)            | Höfe lagen aufgereiht an dem Weg                                                                     | 27. Okt. 1896       | Dieser Weg von Essen nach Gelsenkirchen verband verschiedene Höfe, unter anderem Groß- und Kleine Westen, Bonnekamp, Kraspoth, Kernemann und Tiemann. In der Mundart sagte man, sie lägen „op de Riege“ (auf der Reihe). Am 15. Januar 1936 wurde die Straße Auf der Reihe um die Sevenarstraße verlängert, deren Name damit verschwand. Die Straße Auf der Reihe führt die Landesstraße L 452 von der Huestraße fort und führt auf Höhe der Röckenstraße nach Gelsenkirchen-Rotthausen.                                                  | |
| August-Schmidt-Straße  | 150                                 | August Schmidt (1878–1965), Erster Vorsitzender der Gewerkschaft Bergbau und Energie (1948–1953)     | 27. Apr. 1978       | Die verkehrsberuhigte Straße liegt zwischen Hegehofs Wiese und Hegestraße. | Ein Haus der Zollvereinsiedlung Heinrich-Lersch-Straße                                                        |
| Beisenstraße           | 825 + 370                           | Flurname                                                                                             | 29. März 1892       | Die Straße verläuft von der Ückendorfer Straße über die Fahrradtrasse Nordsternweg und die Grundstraße bis zur Bonnekampstraße und zweigt zweimal als Sackgasse in Siedlungen ab. | |
| Bergbaustraße          | 190                                 | Bergarbeitersiedlung                                                                                 | 27. Nov. 1933       | Es ist eine Sackgasse, die von der Feldwiese abgeht und parallel zu Farrenbroich liegt. | |
| Bergebuschstraße       | 120                                 | Flurname                                                                                             | 25. Aug. 1927       | Parallel zum Meybuschhof verbindet die Bergebuschsstraße den Pfingstborn mit der Ückendorfer Straße. | |
| Bergmannsglück         | 285                                 | Einfamilienhäuser für Bergleute                                                                      | 22. Dez. 1949       | Bergmannsglück, Windweier und Wieprechtstraße verlaufen parallel und sind verkehrsberuhigte Siedlungsstraßen, die von Im Westerbruch abgehen. | |
| Bolsterbaum            | 575                                 | Flur- und Familienname                                                                               | 12. Jan. 1934       | Die Straße zweigt nördlich von der Zollvereinstraße ab und führt zu den Siedlungen Am Wunschbrunnen. An der Fahrradtrasse Nordsternweg wird die Straße zum Imkerweg. | |
| Bonnekamphöhe          | 200 + 205                           | Hofname: Bonnekamp (Rotthausen)                                                                      | 14. Dez. 1966       | Bonnekamphöhe zweigt als Sackgasse südlich von Auf der Reihe ab und hat mehrere Nebenarme. Nördlich der Bonnekamphöhe verläuft die Bonnekampstraße. | |
| Bonnekampstraße        | 890                                 | Hofname: Bonnekamp (Rotthausen)                                                                      | 2. Apr. 1924        | Nördlich von Auf der Reihe verläuft die Bonnekampstraße bis zur Grenze nach Gelsenkirchen und kreuzt unter anderem die Beisenstraße und die Röckenstraße. | |
| Borgemeisterstraße     | 215                                 | Kotten Niekamper (Schonnebeck)                                                                       | 3. März 1953        | Der Kotten Niekamper wurde ab 1832 zu Burgemeister und 1896 zu Borgemeister. Er lag auf dem Gebiet zwischen Schonnebeck und Rotthausen. Die Straße verläuft als Einbahnstraße im Bogen des Ramachersfeldes, parallel zur Straße Kleiner Bruch an der Grenze zu Schonnebeck. | |
| Bruckmannstraße        | 130                                 | Hofname: Bruckmann                                                                                   | 21. Nov. 1968       | Die Bruckmannstraße ist bereits 1823 auf Karten verzeichnet und führte damals vom Hofe Bruckmann über die heutige Altenessener Straße bis in die Bruchmannsheide, einem Teil der Viehofer Mark. Die ehemalige Bruckmannstraße wurde 1967 umbenannt in Stauderstraße und eine 1968 neu errichtete Straße trägt heute den alten Namen. | |
| Brüggemannstraße       | 75 + 180                            | Hofname: Brüggemann                                                                                  | 2. Feb. 1959        | Zwischen Middeldorper Weg und Beisenstraße verläuft die Brüggemannstraße, die einen 180 Meter langen Arm als Sackgasse zur Siedlung parallel beider Straßen hat. | |
| Büchelsloh             | 220 + 50                            | Flurname: Büchel (Buchen)                                                                            | 20. Nov. 1937       | Nach dem Landmatrikel 1668 gehörten zum Kotten Aldenhof „ein Kempchen, darauf einige Heisteren stehen.“ Eine Heister ist ein junger Buchenstamm, Büchel ist mundartlich für Buchen. | |
| Bullmannaue            | 120 (im Stadtteil)                  | Kotten Bullmann                                                                                      | 14. Nov. 1935       | Von den Schonnebeckhöfe westlich abzweigend läuft die Straße Bullmannaue in den Stadtteil Stoppenberg, in dem auch unter anderem die Bergehalde Bullmannaue und das SANAA-Gebäude liegt. | |
| Dirschaustraße         | 160                                 | Dirschau, Stadt in Polen                                                                             | 31. Mai 1930        | Bis 1919 gehörte Dirschau (heute Tczew) zu Westpreußen. Die Zeche Zollverein in Katernberg beschäftigte viele Ost- und Westpreußen. Parallel verläuft die Graudenzstraße. | Ein Haus der Zollvereinsiedlung Heinrich-Lersch-Straße                                                        |
| Distelbeckhof          | 1215                                | Kotten Diestelbeck                                                                                   | 12. Jan. 1934       | Die Straße verläuft zwischen Viktoriastraße und Zollvereinstraße. Zwischen Distelbeckhof und Hermannstraße liegt die Kirche St. Joseph. | Ein Haus der Zollvereinsiedlung Heinrich-Lersch-Straße                                                        |
| Dornbuschhegge         | 235                                 | Kotten                                                                                               | 20. Nov. 1937       | Direkt an der Grenze zu Schonnebeck verläuft die Straße von der Karl-Meyer-Straße zur Huestraße. | |
| Dortmannhof            | 190                                 | Hofname: Dortmannhof                                                                                 | 5. Juni 1934        | Der Hof ist 1552 urkundlich erwähnt, das bis heute erhaltene Gebäude stammt von 1791. Die Straße verbindet die Gelsenkirchener Straße mit der Ückendorfer Straße. | |
| Drokamp                | 300                                 | Kotten                                                                                               | 20. Nov. 1937       | Der Drokamp geht südlich von der Katernberger Straße ab und verläuft parallel zur Fahrradtrasse Nordsternweg an der Grenze zu Gelsenkirchen. Die Straße Drokamp hieß zur Buschstraße. | |
| Eisenstraße            | 310                                 | Bergmannswerkzeug: Eisen und Schlägel                                                                | 29. Feb. 1892       | Die Eisenstraße liegt im Süden von Katernberg an der Grenze zu Schonnebeck zwischen den heutigen Fahrradtrassen Nordsternweg und Zollvereinweg. | Eisenstraße                                                                                                   |
| Emscherstraße          | 730 (im Stadtteil)                  | Der zur Emscher führende Weg                                                                         | 27. Nov. 1933       | Die Emscherstraße verläuft von der Stauderstraße nördlich nach Altenessen. | |
| Farrenbroich           | 675                                 | Flurname                                                                                             | 28. Juni 1961       | Farrenbroich liegt parallel zur Viktoriastraße und der Bergbaustraße, nördlich der Zollvereinstraße. | |
| Faßbinderweg           | 210                                 | Kotten                                                                                               | 20. Nov. 1937       | Im Osten des Weges lag der Kotten Küper im Busch, den 1810 der Faßbinder Johann Küper bewohnte. Der Faßbinderweg zweigt von der Gelsenkirchener Straße ab. | |
| Feldwiese              | 375 + 185                           | Flurname                                                                                             | 1. März 1962        | Die Feldwiese ist eine mehrfach verzweigte Siedlungsstraße nördlich der Zollvereinstraße. | |
| Gelsenholz             | 385                                 | Flurname                                                                                             | 20. Nov. 1937       | Die Straße ist teilweise verkehrsberuhigt und liegt zwischen der Alten Kirchstraße und Ottenkämperweg. | |
| Gelsenkirchener Straße | 1420 (im Stadtteil)                 | Hauptausfallstraße nach Gelsenkirchen                                                                | 18. Juni 1945       | Die Gelsenkirchener Straße führt als Kreisstraße K 21 durch den gesamten Stadtteil Katernberg. Von Stoppenberg kommend kreuzt sie unter anderem die Ückendorfer Straße und die Bahnstrecke Duisburg–Dortmund, bis sie an der Fahrradtrasse Nordsternweg die Grenze nach Gelsenkirchen erreicht. | |
| Gerstekamp             | 130                                 | Flurname                                                                                             | 20. Nov. 1937       | Die Stichstraße zweigt nördlich von der Zollvereinstraße ab. | |
| Godertwende            | 85                                  | Gutsbesitzer                                                                                         | 5. Juni 1934        | Godert von Asbeck und seine Frau Anna op dem Berge erwerben 1505 die Hälfte des Gutes ther Heghe, siehe Hegestraße. | |
| Graudenzstraße         | 150                                 | Graudenz, Polnische Stadt an der Weichsel                                                            | 31. Mai 1930        | → Dirschaustraße | Ein Haus der Zollvereinsiedlung Heinrich-Lersch-Straße                                                        |
| Große Kehre            | 100                                 | Sackgasse                                                                                            | 15. Juli 1954       | Die Stichstraße zweigt nördlich vom Kiepenkääls Weg ab und liegt parallel zur Kleinen Kehre in der Nähe der Grenze zu Gelsenkirchen-Rotthausen. | |
| Grundstraße            | 760                                 | Niedrigste Stelle                                                                                    | 29. März 1892       | Die Grundstraße bildete früher die Grenze zwischen der Bauerschaft Katernberg und Rotthausen. | |
| Hanielstraße           | 425                                 | Franz Haniel (1779–1868), Unternehmer                                                                | 20. Nov. 1937       | Franz Haniel stammte aus einer Unternehmerfamilie und hatte zahlreiche Unternehmungen im Ruhrgebiet, unter anderem eine Spedition und mehrere Hütten, unter anderem die Gutehoffnungshütte. 1847 eröffnete Franz Haniel die Zeche Zollverein in Essen. | Hanielstrasse 37                                                                                              |
| Hegehofs Wiese         | 150                                 | Hofname: Hege                                                                                        | 5. Juni 1934        | Zum Hof Hege gehörende Wiese, siehe Hegestraße. | Ein Haus der Zollvereinsiedlung Heinrich-Lersch-Straße                                                        |
| Hegemannsfeld          | 370                                 | Hofname: Hegemann                                                                                    | 9. Apr. 1956        | Zum Hof Hegemann gehörendes Feld. Der Hof wird in Landmatrikel 1668 erwähnt und war 70 Morgen groß. Die Straße erstreckt sich bogenförmig von der Heinrich-Lersch-Straße bis Im Westerbruch. | |
| Hegestraße             | 365 + 220                           | Hofname: Schulte auf der Hege                                                                        | 9. Feb. 1922        | Der Hof ist urkundlich erwähnt am 21. Oktober 1285 als „ter Hegge“ und später „op der Hegge“. 1835 war der Hof 115 Morgen groß und beinhaltete Rechte an der Viehofer Mark und den Katernberger Brüchen. Die Hegestraße liegt westlich der Viktoriastraße und verzweigt sich in eine verkehrsberuhigte Siedlungsstraße. Parallel läuft der Katernberger Bach. | |
| Heibauerfeld           | 300                                 | Kotten                                                                                               | 13. Okt. 1953       | Die Straße verläuft als Schlaufe von der Stauderstraße zum Heibauerweg. | |
| Heibauerweg            | 250                                 | Kotten                                                                                               | 20. Nov. 1937       | Der Heibauerweg verbindet die Stauderstraße mit der Josef-Hoeren-Straße. | |
| Heinrich-Lersch-Platz  | 25 × 100                            | Heinrich Lersch (1889–1936), Arbeiterdichter                                                         | 24. März 1977       | Der Platz wird von mehreren Straßen berührt, unter anderem von der Graudenzstraße, Theobaldstraße und Knappenstraße. Die Verbindung vom Platz zur Zollvereinstraße ist die Heinrich-Lersch-Straße. Der Platz hatte seinen Namen seit 1926 mehrfach geändert: ursprünglich hieß der Platz Freiligrathplatz mit der Unterbrechung in der NS-Zeit zwischen 1934 und 1945, als er Robert-Ley-Platz hieß. 1977 schließlich wurde der Freiligrathplatz umbenannt in den aktuellen Namen.                                                        | Der Riegeltorhausbogen am Heinrich-Lersch-Platz ist markant für die Zollvereinsiedlung Heinrich-Lersch-Straße |
| Heinrich-Lersch-Straße | 450                                 | Heinrich Lersch (1889–1936), Arbeiterdichter                                                         | 24. März 1977       | Die Heinrich-Lersch-Straße ist die Zufahrt von der Zollvereinstraße zum Heinrich-Lersch-Platz. An der Straße liegt auch der Friedhof St. Joseph. Die Straße wurde mit dem gleichnamigen Platz mehrfach umbenannt. | Ein Haus der Zollvereinsiedlung Heinrich-Lersch-Straße                                                        |
| Hermannstraße          | 340                                 | Hermann Distelbeck (1808–1889), Besitzer des Distelbeck-Kottens                                      | 29. März 1892       | Distelbeck schenkte 1998 den Kotten der katholischen Kirchengemeinde Katernberg, die dort die Kirche St. Joseph errichtete. Die Straße verläuft zwischen Viktoriastraße und Termeerhöfe. | |
| Huestraße              | 330 + 310 (im Stadtteil)            | Otto Hue (1868–1922), Gewerkschaftler und Politiker                                                  | 15. Mai 1945        | Otto Hues letzte Ruhestätte befindet sich auf dem Südwestfriedhof Essen. Die Straße verläuft direkt auf der Grenze zu Schonnebeck. Von der Huestraße spaltet sich eine verkehrsberuhigte Siedlungsstraße ab, die sich im weiteren Verlauf über einen Fußweg mit Auf der Reihe verbindet. | |
| Husemannweg            | 200 + 140                           | Fritz Husemann (1873–1935), Gewerkschafter und Nachfolger von Otto Hue                               | 22. Feb. 1956       | Die Straße zweigt ab vom Nienhuser Busch und teilt sich in zwei Sackgassen. | |
| Huskamp                | 270                                 | Flurname                                                                                             | 20. Nov. 1937       | Zwischen Joseph-Oertgen-Weg und Imbuschweg liegt die verkehrsberuhigte Straße Huskamp. Sie trug zuvor den Namen Blumenstraße. | |
| Im Grund               | 220                                 | Anlehnung an Grundstraße                                                                             | 3. März 1953        | Hier entstand in den 1950er Jahren das Pestalozzidorf „Im Grund“ für junge Bergleute. Die zweite Siedlung ist im Neuhof. Die Straße zweigt als Schlaufe von der Schlägelstraße ab und ist eine Sackgasse. In der Nähe treffen die Fahrradtrassen Nordsternweg und Zollvereinweg aufeinander. Diese waren bis in die 1980er Jahre die Streckenverläufe verschiedener Zechenbahnen. | Im Grund 12                                                                                                   |
| Im Knick               | 105                                 | Verlauf der Straße                                                                                   | 3. März 1953        | Die Stichstraße zweigt nördlich vom Ramachersfeld ab. | |
| Im Langenbusch         | 260 + 105                           | Flurname                                                                                             | 22. Dez. 1949       | Die Straße zweigt südlich von der Zollvereinstraße ab und verläuft parallel zu Auf dem Felde. | |
| Im Westerbruch         | 1025                                | Flurname                                                                                             | vor 1928            | Am 14. Dezember 1948 wurde die Straße in nördlicher Richtung verlängert. 1935 war die Straße nur etwa 230 Meter lang. | |
| Im Zauberwald          | 175                                 | Sagen- und Märchengestalten                                                                          | 3. Aug. 1999        | Die Siedlungsstraßen Sterntalerweg, Sonnenweg, Im Zauberwald, Am Wunschbrunnen und Sandmannweg sind verkehrsberuhigte Siedlungsstraßen, die als Sackgasse vom Bolsterbaum abzweigen. Sie liegen in der Nähe der Kolonie Hegemannshof an der Fahrradtrasse Nordsternweg. | |
| Imbuschweg             | 730                                 | Heinrich Imbusch (1878–1945), Gewerkschaftsführer                                                    | 19. Jan. 1955       | Der Imbuschweg wurde 1955 neu angelegt in der sogenannten Kolonie Ottenkampshof. Die Straße verläuft größtenteils parallel zum Joseph-Oertgen-Weg und kreuzt die Alte Kirchstraße. | |
| Imkerweg               | 80 (im Stadtteil)                   | | 23. Aug. 1988       | Die Straße ist eine Verlängerung vom Bolsterbaum und führt über die Grenze nach Altenessen. | |
| Josef-Hoeren-Straße    | 285 (im Stadtteil)                  | Joseph Hoeren (1825–1907), Bürgermeister in Stoppenberg von 1874 bis 1891                            | 22. Sep. 1971       | Während des Bergarbeiterstreiks im Jahr 1889 trat Hoerem für die Bergleute ein. Er verweigerte der Zechenleitung polizeiliche Unterstützung bei der Wohnungsräumung der streikenden Bergleute was zu einem Disziplinarverfahren führte. Trotz positiver Stellungnahme des Stoppenberger Bürgermeisterrates trat Josef Hoeren zurück. Er wurde auf dem Essener Ostfriedhof beigesetzt. Die Straße zweigt südlich von der Zollvereinstraße ab und verläuft über die Grenze nach Stoppenberg, wo der Großteil der Josef-Hoeren-Straße liegt. | |
| Joseph-Oertgen-Weg     | 690 + 45                            | Joseph Oertgen (1821–1895), Betriebsführer bei Zeche Zollverein                                      | 20. Nov. 1937       | Die Straße verläuft mit mehreren Unterbrechungen parallel zur Katernberger Straße und liegt zwischen Zollvereinstraße und Ottenkämperweg. | |
| Joseph-Schüller-Platz  | 75 (Straße) 90 × 10 (Platz)         | Joseph Schüller (1846–1892), erster Rektor der katholischen Kirchengemeinde St. Joseph in Katernberg | 20. Nov. 1937       | Der Platz liegt direkt vor der Kirche St. Joseph. | |
| Karl-Meyer-Straße      | 290                                 | Carl Meyer (1857–1925), Bürgermeister von Stoppenberg (1891–1924)                                    | 15. Jan. 1936       | Die Straße verläuft von der Ückendorfer Straße nördlich in den Stadtteil Schonnebeck. | |
| Katernberger Markt     | 150 + 110 (Straße) 110 × 46 (Platz) | Marktplatz in der ehemaligen Gemeinde Katernberg                                                     | 14. Nov. 1935       | Zwischen Viktoriastraße und Katernberger Straße liegt der Katernberger Markt. Hier steht auch die Evangelische Kirche Katernberg, deren Grundsteinlegung am 13. Mai 1900 stattfand. | |
| Katernberger Straße    | 1320                                | Stadtteil Katernberg                                                                                 | 20. Nov. 1937       | Bereits im 12. Jahrhundert wird Katernberg erwähnt als Catimberge. Die Schreibweise Caternberg wird mittels Verfügung des Regierungspräsidenten im Juli 1911 durch Katernberg ersetzt. Die Katernberger Straße ist eine Hauptstraße in Katernberg und führt von der Zollvereinstraße im Norden zum Katernberger Markt. Die Straße geht im Süden über in Schonnebeckhöfe. | Katernberger Straße 38                                                                                        |
| Kempers Weg            | 195                                 | Kotten: Kemper oder Kämpgen                                                                          | 14. Dez. 1948       | Der Kotten lag in der Nähe der heutigen Wieprechtstraße und war direkter Nachbar zum Kotten Hegemann. Laut Landmatrikel 1668 ist der Kotten 5 Morgen groß. 1891 erwirbt die Gewerkschaft Zeche Zollverein den Kotten. Die Straße ist verkehrsberuhigt und verbindet Im Westenbruch mit Bergmannsglück. | |
| Kiepenkääls Weg        | 260                                 | Kiepenkerl (Wanderhändler)                                                                           | 20. Nov. 1937       | Der Kiepenkerl war im 19. Jahrhundert und umherziehender Händler mit einer Korbtrage auf dem Rücken, der Kiepe, die ihm seinen Namen verlieh. Ein Kiepenhändler brachte nicht nur Lebensmittel und Waren des täglichen Bedarfs in eine Region, sondern war als umherziehende Person auch meist an der Verbreitung von Informationen beteiligt. Die Straße verläuft vom Middeldorper Weg zur Bonnekampstraße. Von ihr zweigen die Sackgassen Kleine Kehre und Große Kehre ab.                                                              | |
| Kleine Kehre           | 95                                  | Sackgasse                                                                                            | 15. Juli 1954       | → Große Kehre | |
| Kleine Röckenstraße    | 270                                 | Nebenstraße der Röckenstraße                                                                         | 16. Mai 2018        | Die Benennung der Erschließungsstraße (Arbeitsbezeichnung R33) wurde bereits 2012 als Drucksache 1275/2012/6A in die Bezirksvertretung eingereicht, allerdings abgesetzt. Sechs Jahre stand der Bau der Wohnhäuser unmittelbar bevor und die Benennung der Siedlungsstraße wurde dringlich. Die Kleine Röckenstraße ist eine parallel verlaufende Erweiterung der Röckenstraße. | |
| Knappenstraße          | 165                                 | Bergmannsbegriff                                                                                     | 9. Feb. 1922        | Die Straße ist verkehrsberuhigt und führt von der August-Schmidt-Straße zum Heinrich-Lersch-Platz. | |
| Köln-Mindener-Straße   | 475 (im Stadtteil)                  | Bahnstrecke der Köln-Mindener-Eisenbahn                                                              | 4. Feb. 1904        | Die Straße zweigt westlich von den Schonnebeckhöfe ab und führt weiter in den Stadtteil Essen-Stoppenberg. Parallel zur Köln-Mindener-Straße führte die Bahnstrecke der namensgebenden Kökn-Mindener-Eisenbahngesellschaft, der heutigen Bahnstrecke Duisburg–Dortmund. | |
| Kraspothstraße         | 825                                 | Hofname                                                                                              | 2. Apr. 1924        | Ein Teil der heutigen Kraspothstraße zwischen Auf der Reihe und Grundstraße hieß bis zum 20. November 1937 ebenfalls Grundstraße. Der Teil zwischen der Grundstraße und der Bonnekampstraße hieß bis zum 2. April 1924 Caternberger Straße. | |
| Liboristraße           | 365                                 | Liborius, Bischof im 4. Jahrhundert                                                                  | 13. Okt. 1953       | Der Heilige Liborius ist Schutzpatron von Paderborn. Die an der Bonnekampstraße liegende katholische Kirche gehörte zur Zeit der Straßenbenennung zum Bistum Paderborn. Die Kirche St. Albertus Magnus wurde 1955 bis 1956 erbaut, 1978 wegen Bergschäden geschlossen und 1982 schließlich abgerissen. Die jetzige Kirche wurde von 1983 bis 1986 erbaut für die katholische Gemeinde, 2008 profaniert und dient seit 2009 der chaldäisch-katholischen Gemeinde als Kirche.                                                               | |
| Maria-Weber-Weg        | 185 + 80                            | Maria Weber (1919–2002), Gewerkschafterin                                                            | 5. Mai 2009         | Die Straße zweigt südlich von der Beisenstraße ab. | |
| Meerbruchstraße        | 640                                 | Flurname                                                                                             | um 1899             | Die Kolonie Hegemannshof liegt an der Meerbruchstraße. Die gesamte Straße ist seit dem 10. Februar 2000 ein Baudenkmal der Stadt Essen und beinhaltet über 40 Häuser, die zwischen 1890 und 1895 vom Baubüro der Zeche Zollverein geplant und errichtet wurden. Jedes Haus hat einen eigenen Eingang für vier Mietparteien. Die Kolonie ist Teil der Route der Industriekultur. | Meerbruchstraße                                                                                               |
| Meerkamp               | 550                                 | Kotten                                                                                               | 21. Jan. 1965       | Die Einbahnstraße liegt zwischen der Zollvereinstraße und Farrenbroich. | |
| Meybuschhof            | 425                                 | Hofname                                                                                              | 20. Nov. 1937       | Der Meybuschhof war ein Unterhof des Viehofs. Die Straße verläuft von der Viktoriastraße zur Bullmannaue und wird durch die Bahnstrecke Duisburg–Dortmund für den Straßenverkehr unterbrochen. An der Straße liegen die Heilig-Geist-Kirche, dessen Pfarrheim von der Russisch-Orthodoxen Gemeinde Hll. Uneigennützige Kosmas und Damian zu Essen genutzt wird und die Ayasofya-Moschee des Islamischen Gemeindezentrum e. V. Essen (Dachverband: IGMG). Die Straße Meybuschhof hieß zuvor Bahnstraße.                                    | |
| Middeldorper Weg       | 715                                 | Hofname                                                                                              | 20. Nov. 1937       | Die Straße verlängert den Kiepenkääls Weg nach der Kreuzung zur Grundstraße in westlicher Richtung bis zum Oelberg. | |
| Neuhof                 | 490                                 | Pestalozzidorf für Berglehrlinge                                                                     | 19. Jan. 1955       | Die Zeche Zollverein baute am Neuhof bereits die zweite Pestalozzisiedlung nach der „Im Grund“. Das Konzept des Schweizer Pädagogen Johann Heinrich Pestalozzi stand ganz im Sinne der Zeche Zollverein. In den Siedlungen sollten durch Kriegswirren heimatlos gewordene Jugendliche und Familien ein Zuhause finden. Die Siedlung Neuhof war ausschließlich Pestalozzifamilien mit Berglehrlingen vorbehalten. | |
| Nienhuser Busch        | 470 + 65                            | Flurname: Zum Hof Nienbausen gehöriger Busch                                                         | 20. Nov. 1937       | Die Straße geht südlich von der Katernberger Straße ab. | Nienhuser Busch                                                                                               |
| Oelberg                | 225                                 | Ölberg, Anhöhe in Katernberg                                                                         | 14. Jan. 1935       | Der Ölberg hat seinen Namen im Volksmund durch die Chemische Fabrik Gustav Blaß & Sohn bekommen, die bis Anfang des 20. Jahrhunderts technische Öle und Fette produziert haben. | |
| Ottenkämperweg         | 410 + 70                            | Kotten: Ottenkamp                                                                                    | 20. Nov. 1937       | Die Straße liegt zwischen dem Meybuschhof und der Gelsenkirchener Straße. | |
| Ottenkampshof          | 340                                 | Kotten: Ottenkamp                                                                                    | 7. Nov. 2000        | Die Straße verläuft im Bogen westlich vom Joseph-Oertgen-Weg. | |
| Pestalozziweg          | 220                                 | Johann Heinrich Pestalozzi (1746–1827), Schweizer Sozialpädagoge                                     | 3. März 1953        | Im Pestalozziweg, Im Grund und im Neuhof gab es von der Zeche Zollverein Pestalozziheime für Jungbergleute. | Pestalozziweg 16                                                                                              |
| Pfingstborn            | 300                                 | Heilig-Geist-Kirche                                                                                  | 14. Nov. 1935       | Die Straße läuft von der Gelsenkirchener Straße bis zur Bergebuschstraße. Ein Fußweg führt weiter zum Meybuschhof, an dem die Heilig-Geist-Kirche liegt. | |
| Plänkerweg             | 290                                 | Eigentümer des Kottens Vethacke war Ackersmann Friedrich Plänker                                     | 20. Nov. 1937       | Die Straße zweigt nördlich von der Zollvereinstraße ab und liegt parallel zum Gerstekamp und Feldwiese. Der Plänkerweg hieß zuvor Eichstraße. | |
| Querstraße             | 110                                 | Querstraße zwischen Johannstraße und Heinrichstraße                                                  | 29. März 1892       | Die Straße verbindet den Faßbinderweg mit dem Middeldorper Weg. | |
| Ramachersfeld          | 445                                 | Flurname: Zum Kotten Ramacher gehörendes Feld                                                        | 3. März 1953        | Die Straße verläuft nördlich von Kleiner Bruch im Bogen. Sie liegt an der Grenze zu Schonnebeck. | |
| Röckenstraße           | 875                                 | Hofname: Röcken aus der benachbarten Bauerschaft Rotthausen                                          | 10. Juni 1902       | Die Röckenstraße zweigt von der Bonnekampstraße ab und verläuft parallel zur Kraspothstraße. | Röckenstraße 15                                                                                               |
| Sandmannweg            | 140                                 | Sagen- und Märchengestalten                                                                          | 3. Aug. 1999        | Die Siedlungsstraßen Sterntalerweg, Sonnenweg, Im Zauberwald, Am Wunschbrunnen und Sandmannweg sind verkehrsberuhigte Siedlungsstraßen, die als Sackgasse vom Bolsterbaum abzweigen. Sie liegen in der Nähe der Kolonie Hegemannshof an der Fahrradtrasse Nordsternweg. | |
| Schalker Straße        | 970 + 280                           | Schalke, Stadtteil in der Nachbarstadt Gelsenkirchen                                                 | 20. Nov. 1937       | Die Schalker Straße verläuft von der Grenze zu Gelsenkirchen im Norden bis zur Zollvereinstraße. An der Schalker Straße liegt die Fatih-Moschee und in unmittelbarer Nähe die Taubenklinik des Verbands Deutscher Brieftaubenzüchter. | |
| Schlägelstraße         | 195                                 | Bergmannswerkzeug: Eisen und Schlägel                                                                | 29. März 1892       | Die Straße verbindet die Ückendorfer Straße im Norden mit dem Pestalozziweg. | |
| Schniedtkamp           | 190                                 | Flurname                                                                                             | 20. Nov. 1937       | Die Straße zweigt von der Hanielstraße ab und endet am Katernberger Markt. | |
| Schonnebeckhöfe        | 1010 (im Stadtteil)                 | Straße führte über die Schonnebeckhöfe                                                               | 20. Nov. 1937       | Zu den Schonnebeckhöfen gehörten (von Norden nach Süden) Drost und Viefhaus am heutigen Drostenbusch bzw. Viefhaushof und die Höfe Reik und Stens in der Nähe der Immelmannstraße. Zuvor trug die Straße Schonnebeckhöfe in Katernberg den Namen Altenhofstraße. | |
| Sonnenweg              | 120                                 | | 6. Nov. 2001        | Die Siedlungsstraßen Sterntalerweg, Sonnenweg, Im Zauberwald, Am Wunschbrunnen und Sandmannweg sind verkehrsberuhigte Siedlungsstraßen, die als Sackgasse vom Bolsterbaum abzweigen. Sie liegen in der Nähe der Kolonie Hegemannshof an der Fahrradtrasse Nordsternweg. | |
| Stauderstraße          | 560 (im Stadtteil)                  | Privatbrauerei Jacob Stauder                                                                         | 29. Nov. 1967       | Die Benennung der Straße erfolge anlässlich des 100-jährigen Bestehens der Brauerei. | |
| Sterntalerweg          | 65                                  | Sagen- und Märchengestalten                                                                          | 10. Sep. 2002       | Die Siedlungsstraßen Sterntalerweg, Sonnenweg, Im Zauberwald, Am Wunschbrunnen und Sandmannweg sind verkehrsberuhigte Siedlungsstraßen, die als Sackgasse vom Bolsterbaum abzweigen. Sie liegen in der Nähe der Kolonie Hegemannshof an der Fahrradtrasse Nordsternweg. | |
| Termeerhöfe            | 350 + 175                           | Hofname: Kleine und Große Termeer, Unterhöfe des Viehofs                                             | 20. Nov. 1937       | Die Straße verläuft parallel zur Zollvereinstraße zwischen Distelbeckhof und Katernberger Straße. Die Straße Termeerhöfe trug zuvor den Namen Bruchstraße. | Termeerhöfe 5                                                                                                 |
| I. Terwestenweg        | 100                                 | Hofname: Torwesten oder Terwesten                                                                    | 8. Juni 1960        | Die Höfe Kleine und Große Westen waren im Stadtteil Rotthausen der Nachbarstadt Gelsenkirchen. | |
| II. Terwestenweg       | 90                                  | Hofname: Torwesten oder Terwesten                                                                    | 8. Juni 1960        | → I. Terwestenweg | |
| III. Terwestenweg      | 90                                  | Hofname: Torwesten oder Terwesten                                                                    | 8. Juni 1960        | → I. Terwestenweg | |
| Theobaldstraße         | 490                                 | Theobald Haniel (1852–1889), Mitglied des Grubenvorstands der Zeche Zollverein                       | 16. Dez. 1911       | Theobald Haniel hat hier die Häuser der Straße errichten lassen. Die Siedlung Theobaldstraße ist Teil der Route der Industriekultur. | |
| Ückendorfer Straße     | 1135                                | Gelsenkirchener Stadtteil Ückendorf                                                                  | 14. Nov. 1935       | Die Straße zweigt östlich der Schonnebeckhöfe ab und trägt die Kreisstraße K 18 bis zur Karl-Meyer-Straße. | Ückendorfer Straße                                                                                            |
| Viermännerhöfe         | 225                                 | Katernberger Höfe                                                                                    | 25. Feb. 1937       | An dieser Stelle waren vier Höfe dicht benachbart: Dortmann, Brüggemann, Altenhoff und Niemann. Im Volksmund wurde es deswegen „Viermännerhöfe“ genannt. Unweit des Hofes Altenhoff finden sich noch die Höfe Winschenblas, Bollmann und Schröer, wobei die zwei letztgenannten auf dem Gebiet des heutigen Stadtteils Stoppenberg liegen. Die Straße verläuft zwischen Middeldorper Weg und Ückendorfer Straße. Die Neuapostolische Kirchengemeinde Schonnebeck hat seit 1970 hier ihre Kirche.                                          | |
| Viktoriastraße         | 1205 + 85                           | Zeche Wilhelmine Victoria                                                                            | 29. März 1892       | Hier war eine Arbeitersiedlung der Zeche Wilhelmine Victoria, ebenso in der Wilhelminenstraße in Altenessen, die bis zum Ende der 1970er Jahre zu Katernberg gehörte | Ein Haus der Arbeitersiedlung.                                                                                |
| Weckenkamp             | 170                                 | Flurname                                                                                             | 28. Juni 1961       | Der Weckenkamp verläuft vom Joseph-Oertgen-Weg zum Nienhuser Busch. | |
| Wersbaum               | 150                                 | Flurname                                                                                             | 9. Apr. 1956        | Die Straße liegt zwischen Heinrich-Lersch-Straße und Im Westerbruch am Friedhof Katernberg. | |
| Wieprechtstraße        | 300                                 | Christoph Wieprecht (1875–1942), Arbeiterdichter                                                     | 23. Feb. 1954       | Bergmannsglück, Windweier und Wieprechtstraße verlaufen parallel und sind verkehrsberuhigte Siedlungsstraßen, die von Im Westerbruch abgehen. | |
| Windweier              | 220                                 | Kotten                                                                                               | 3. März 1953        | → Wieprechtstraße | |
| Zollvereinstraße       | 1320                                | Zeche Zollverein                                                                                     | 29. März 1892       | Die Zollvereinstraße ist eine der Hauptstraßen in Katernberg und bildet mit der Stauderstraße und der Katernberger Straße eine Ost-West-Achse zwischen Altenessen und Gelsenkirchen. Der östliche Abschnitt mit der Kreuzung Schalker Straße und Katernberger Straße ist erst in den späten 1980er Jahren umgesetzt worden. Davor lief der Verkehr über Termeerhöfe zur Katernberger Straße. | |

## Liste ehemaliger Straßennamen
Die Liste ehemaliger Straßennamen erhebt keinen Anspruch auf Vollständigkeit.
| Name                   | von           | bis           | umbenannt in (aktuell)                               | Herleitung                                                                                           | Bemerkungen |
| ---------------------- | ------------- | ------------- | ---------------------------------------------------- | --- | --- |
| Alfred-Schröer-Straße  | 15. Mai 1937  | 15. Mai 1945  | → Beisenstraße                                       | Alfred Schröer                                                                                       | Die Beisenstraße trägt ihren Namen seit 1892. In der Zeit des Nationalsozialismus zwischen 1937 und 1945 wurde sie kurzzeitig in Alfred-Schröer-Straße umbenannt. |
| Altenhofstraße         | 26. Juni 1899 | 20. Nov. 1937 | → Schonnebeckhöfe                                    | | |
| Am Bolsterbaum         | 9. Juli 1915  | 12. Jan. 1934 | → Bolsterbaum                                        | | Bei der Umbenennung wurde ein Teil der Emscherstraße zum Bolsterbaum. |
| Bahnstraße             | 29. März 1892 | 4. Feb. 1904  | → Köln-Mindener-Straße                               | | |
| Bahnstraße             | 29. März 1892 | 20. Nov. 1937 | → Meybuschhof                                        | | |
| Bismarckstraße         | 29. Juli 1902 | 14. Nov. 1935 | → Katernberger Markt                                 | | Die Straßen am ehemaligen Kaiser-Wilhelm-Platz waren die Bismarckstraße im Süden und die Moltkestraße im Norden des Platzes. Seit 1935 heißen die Straßen am Platz auch Katernberger Markt. |
| Blumenstraße           | vor 1904      | 20. Nov. 1937 | → Huskamp                                            | | |
| Bonnekampstraße        | 2. Apr. 1924  | 14. Dez. 1966 | → Bonnekamphöhe                                      | | Der südliche Teil der Bonnekampstraße nach Auf der Reihe wurde in Bonnekamphöhe umbenannt. Die Bonnekampstraße wurde bereits am 20. November 1937 im nördlichen Abschnitt über einen Teil der Beisenstraße verlängert. |
| Borgmannhof            | etwa 1891     | 5. Juni 1934  | → Dortmannhof                                        | | |
| Bruchstraße            | vor 1893      | 20. Nov. 1937 | → Termeerhöfe                                        | | |
| Bruchweiher            | 17. Nov. 1933 | 22. Sep. 1971 | → Josef-Hoeren-Straße                                | | |
| Bruckmannstraße        | vor 1875      | 29. Nov. 1967 | → Stauderstraße                                      | | |
| Buschstraße            | vor 1904      | 20. Nov. 1937 | → Drokamp                                            | | |
| Eichstraße             | 29. März 1892 | 20. Nov. 1937 | → Plänkerweg                                         | | |
| Emscherstraße          | 29. März 1892 | 12. Jan. 1934 | → Distelbeckhof                                      | | |
| Freiligrathplatz       | 27. Nov. 1926 | 5. Juni 1934  | → Robert-Ley-Platz (aktuell Heinrich-Lersch-Platz)   | | |
| Freiligrathplatz       | 15. Mai 1945  | 24. März 1977 | → Heinrich-Lersch-Platz                              | | Nach der Eingemeindung Kettwigs wurde der Platz umbenannt um doppelte Benennungen zu vermeiden. |
| Freiligrathstraße      | 15. Mai 1945  | 24. März 1977 | → Heinrich-Lersch-Straße                             | | Die frühere Freiligrathstraße wurde parallel mit dem früheren Freiligrathplatz mehrfach umbenannt. Die Straße liegt relativ zentral in Katernberg und hatte zwei Schulen, einen Friedhof und einen Sportplatz in unmittelbarer Nähe. Ursprünglich wurde die Straße 1911 Theobaldstraße genannt, nach Errichtung des Freiligrathplatzes 1926 wurde der nördliche Teil der Theobaldstraße entsprechend in Freiligrathstraße umbenannt. Nach der Machtergreifung bekam die Straße 1934 den Namen Robert-Ley-Straße was 1945 revidiert wurde. Seit 1977 wurden Platz und Straße in Erinnerung an Heinrich-Lersch umbenannt, die frühere Heinrich-Lersch-Straße heißt seit 1930 Graudenzstraße und liegt an anderer Stelle. |
| Goethestraße           | 9. Feb. 1922  | 12. Jan. 1934 | → Distelbeckhof                                      | | |
| Grenzstraße            | 13. Feb. 1896 | 9. Juli 1915  | → Am Bolsterbaum (aktuell Bolsterbaum)               | | |
| Grundstraße            | vor 1904      | 2. Apr. 1924  | → Kraspothstraße                                     | | |
| Heinestraße            | 9. Feb. 1922  | 5. Juni 1934  | → Schladebach (aktuell August-Schmidt-Straße)        | | Die frühere Heinestraße wurde zwischen 1934 und 1945 in Schladebach umbenannt. Schließlich hieß sie ab 1978 August-Schmidt-Straße. |
| Heinrich-Lersch-Straße | 5. Feb. 1929  | 31. Mai 1930  | → Graudenzstraße                                     | Heinrich Lersch                                                                                      | Der Straßenname „Heinrich-Lersch-Straße“ wird erst 1977 an anderer Stelle wieder aufgenommen. |
| Heinrichstraße         | 29. März 1892 | 20. Nov. 1937 | → Middeldorper Weg                                   | | Die ehemalige Heinrichstraße erstreckte sich fast über die gesamte Länge des heutigen Middeldorper Wegs. |
| Hermann-Köster-Straße  | 9. Feb. 1922  | 5. Juni 1934  | → Hegehofs Wiese                                     | | Hermann Köster (1831–1920), Gewerkschafter. Seit 1991 gibt es den Kermann-Köster-Weg in Essen-Kray. |
| Heßler Straße          | 29. März 1892 | 20. Nov. 1937 | → Katernberger Straße                                | | Ein kleiner Teil von der heutigen Straße Termeerhöfe bis zur Zollvereinstraße hieß Heßler Straße. Der nördliche Teil der ehemaligen Heßler Straße wurde zur Schalker Straße. |
| Heßler Straße          | 29. März 1892 | 20. Nov. 1937 | → Schalker Straße                                    | | |
| Hochstraße             | 29. März 1892 | 20. Nov. 1937 | → Joseph-Oertgen-Weg                                 | | |
| Horster Straße         | 17. Sep. 1895 | 27. Nov. 1933 | → Emscherstraße                                      | | Die Emscherstraße wurde verlegt. Die frühere Emscherstraße, die 1892 errichtet wurde, verlief ungefähr auf der Straße Diselbeckhof bis zur Viktoriastraße (früher:Kaiserstraße). Die aus Altenessen kommende Emscherstraße wurde in Katernberg zur Horster Straße. 1933 erhielt die heutige Emscherstraße schließlich ihre aktuelle Länge. |
| Humboldstraße          | 25. Jan. 1909 | 20. Nov. 1937 | → Büchelsloh                                         | | |
| Hüttenstraße           | ursprünglich  | 20. Nov. 1937 | → Heibauerweg                                        | | |
| Johannstraße           | 29. März 1892 | 20. Nov. 1937 | → Faßbinderweg                                       | | |
| Kaiser-Wilhelm-Platz   | 29. Juli 1902 | 14. Nov. 1935 | → Katernberger Markt                                 | | |
| Kaiserstraße           | 29. März 1892 | 20. Nov. 1937 | → Viktoriastraße                                     | | Die Viktoriastraße wird südlich über die Länge der Kaiserstraße verlängert. |
| Kantstraße             | 25. Jan. 1909 | 7. Apr. 1978  | → Büchelsloh                                         | | Durch die Eingemeindung von Kettwig wurden doppelte Straßenbezeichnungen |
| Karl-Legien-Straße     | 9. Feb. 1922  | 5. Juni 1934  | → Godertwende                                        | | |
| Kastanienstraße        | vor 1893      | 20. Nov. 1937 | → Ottenkämperweg                                     | | |
| Katernberger Straße    | 29. März 1892 | 2. Apr. 1924  | → Bonnekampstraße                                    | | |
| Kirchstraße            | 29. März 1892 | 21. März 1904 | → Alte Kirchstraße                                   | | Die Alte Kirchstraße wurde am 19. Januar 1955 verlängert über die gesamte Länge der Kirchstraße. |
| Kirchstraße            | 29. März 1892 | 20. Nov. 1937 | → Hanielstraße                                       | | |
| Kirchstraße            | 29. März 1892 | 20. Nov. 1937 | → Schonnebeckhöfe                                    | | |
| Kurze Straße           | 29. März 1892 | 20. Nov. 1937 | → Gerstekamp                                         | | |
| Margarethenstraße      | vor 1910      | 20. Nov. 1937 | → Kiepenkääls Weg                                    | | |
| Middeldorfstraße       | 19. Juli 1905 | 20. Nov. 1937 | → Middeldorper Weg                                   | | Die Middeldorfstraße lag zwischen der heutigen Gelsenkirchener Straße und dem Oelberg. |
| Mittelstraße           | 29. März 1892 | 20. Nov. 1937 | → Katernberger Straße                                | | Der südliche Teil der heutigen Katernberger Straße vom Katernberger Markt bis Termeerhöfe (ehemals Bruchstraße) hieß Mittelstraße. |
| Moltkestraße           | 29. Juli 1902 | 14. Nov. 1935 | → Katernberger Markt                                 | | Die Straßen am ehemaligen Kaiser-Wilhelm-Platz waren die Bismarckstraße im Süden und die Moltkestraße im Norden des Platzes. Seit 1935 heißen die Straßen am Platz auch Katernberger Markt. |
| Nienhauser Straße      | 4. Jan. 1932  | 20. Nov. 1937 | → Katernberger Straße                                | | Der Abschnitt östlich der heutigen Schalker Straße hieß Nienhauser Straße, was auf Gelsenkirchener Seite zu erkennen ist, da die Straße dort noch ihren alten Namen trägt. |
| Niermannstraße         | 29. März 1892 | 14. Nov. 1935 | → Oelberg                                            | | |
| Niermannstraße         | 29. März 1892 | 14. Nov. 1935 | → Pfingstborn                                        | | |
| Nordstraße             | 29. März 1892 | 17. Nov. 1933 | → Bruchweiher (aktuell Josef-Hoeren-Straße)          | | |
| Robert-Ley-Platz       | 5. Juni 1934  | 15. Mai 1945  | → Freiligrathplatz (aktuell Heinrich-Lersch-Platz)   | Robert Ley                                                                                           | |
| Robert-Ley-Straße      | 5. Juni 1934  | 15. Mai 1945  | → Freiligrathstraße (aktuell Heinrich-Lersch-Straße) | | |
| Roonstraße             | 29. Okt. 1903 | 20. Nov. 1937 | → Schniedtkamp                                       | | |
| Rosenstraße            | 29. März 1892 | 27. Nov. 1933 | → Bergbaustraße                                      | | Die Straßen um die Kolonie Hegemannshof wurden am 21. Januar 1965 und 20. November 1973 erweitert und teilweise verlegt bzw. verlängert. Das hatte auch Auswirkungen auf Länge und Verlauf der Bergbaustraße, Viktoriastraße und Meerkamp. |
| Rotthauser Straße      | 29. März 1892 | 15. Jan. 1936 | → Auf der Reihe                                      | Ausfallstraße nach Gelsenkirchen-Rotthausen                                                          | |
| Rotthauser Straße      | 29. März 1892 | 14. Nov. 1935 | → Ückendorfer Straße                                 | Ausfallstraße nach Gelsenkirchen-Rotthausen                                                          | |
| Schellbergstraße       | 21. Aug. 1903 | 20. Nov. 1937 | → Dornbuschhegge                                     | | |
| Schillerstraße         | 27. Feb. 1905 | 15. Jan. 1936 | → Karl-Meyer-Straße                                  | Friedrich Schiller                                                                                   | |
| Schladebach            | 5. Juni 1934  | 15. Mai 1945  | → Heinestraße (aktuell August-Schmidt-Straße)        | | |
| Schonnebecker Straße   | 29. März 1892 | 27. Feb. 1905 | → Schillerstraße (aktuell Karl-Meyer-Straße)         | | Die Schillerstraße gab auch der ehemaligen Schillerschule ihren Namen, die gegenüber des Karl-Meyer-Platzes an der Saatbruchstraße 55 lag. Am 15. Januar 1936 wird die Schillerstraße zugunsten des 1916 errichteten Platzes in Karl-Meyer-Straße umbenannt. |
| Schüllerstraße         | 29. März 1892 | 20. Nov. 1937 | → Joseph-Schüller-Platz                              | Joseph Schüller (1846–1892), erster Rektor der katholischen Kirchengemeinde St. Joseph in Katernberg | |
| Sevenarstraße          | 27. Okt. 1896 | 15. Jan. 1936 | → Auf der Reihe                                      | | |
| Teichstraße            | vor 1893      | 25. Feb. 1937 | → Viermännerhöfe                                     | | |
| Theobaldstraße         | 16. Dez. 1911 | 27. Nov. 1926 | → Freiligrathstraße (aktuell Heinrich-Lersch-Straße) | Theobald Haniel (1852–1889), Mitglied des Grubenvorstands der Zeche Zollverein                       | Der nördliche Teil der Theobaldstraße behält seinen Namen. |
| Wallstraße             | 29. März 1892 | 20. Nov. 1937 | → Gelsenholz → Nienhuser Busch                       | | Der südliche Teil der Wallstraße wird zu Gelsenholz, der nördliche Teil zu Nienhuser Busch umbenannt. |
| Zechenstraße           | ursprünglich  | 14. Nov. 1935 | → Bullmannaue                                        | | |